# Велленбург, Маттеус Ланг фон
Маттеус Ланг фон Велленбург (нем. Matthäus Lang von Wellenburg; 1469, вольный город Аугсбург, Священная Римская империя — 30 марта 1540, Зальцбург, Зальцбургское архиепископство, Священная Римская империя) — немецкий кардинал, государственный деятель Священной Римской империи. Князь-архиепископ Зальцбурга с 1519 по 1540.

## Биография
Маттеус Ланг был одним из 12 сыновей аугсбургского ювелира Ганса Ланга и Маргареты Зульцер. Среди его братьев и сестер был более поздний анабаптист Лаукс Ланг.
Учился в Ингольштадте, где в 1486 г. получил степень бакалавра, и в Тюбингене, где в 1490 г. стал магистром. С 1493 года учился в Вене, через год получил юридическую лицензию в 1494 году.
С 1494 года он был секретарем в канцелярии архиепископа Майнца и эрцканцлера Бертольда фон Хеннеберга, в 1498 году он стал его камер-секретарем и каноником в Ашаффенбурге. В 1494 году стал секретарем на службе у короля Максимилиана I в Вене. Оттуда он вскоре смог получить обширные бенефиции, которые принесли ему высокий доход. В 1498 году он был возведен в личное дворянство. С 1500 по 1513 год он был пастором каринтийского двойного прихода Гарс-Эггенбург (его сестра Регина фон Хазельпах жила в Эггенбурге) и ректором Марии Вёрт, вскоре также ректором Айхштетского собора и ректором капитула Аугсбургского и Констанцского кафедральных соборов. В 1501 году он стал первым секретарем императора, и ему были доверены важные дипломатические миссии. 5 октября 1505 г. он стал князем-епископом Гурка (до 1522 г.), 30 сентября 1510 г. — епископство Картахены в Мурсии, Испания. В 1507 году получил дворянский титул фон Велленбург после покупки замка недалеко от Аугсбурга.
Добился от папы Юлия II назначения помощником зальцбургского князя-архиепископа Леонгарда фон Койчаха в 1512 г. с правом наследования должности, в то же время папа запретил капитулу собора проводить новые выборы. Хотя назначение Ланга усилило политическое влияние Леонгарда, между ними были конфликты. Одним из них стала обещанная Лангом капитулу секуляризация капитула Зальцбургского собора в 1514 году против воли Леонгарда, который был ещё и приором августинцев. 8 декабря 1514 года папа Лев X признал секуляризацию.
Ещё до своего назначения коадъютором 10 марта 1511 г. был назначен кардиналом in pectore Папой Юлием II но об этом стало известно только на консистории 24 ноября 1512 года. Папа назначил его кардиналом-священником титулярной церкви pro hac vice (фактически титулярной диаконии) Сант-Анджело-ин-Пескерия. В качестве кардинала он принял участие в конклаве 1534 года, на котором был избран папа Павел III. Ланг стал кардиналом-епископом Альбано 26 февраля 1535 года.
Ланг дружил с астрономом Георгом Таннштеттером, который преподавал в Вене и посвятил ему несколько напечатанных между 1515 и 1519 гг. книг. Вероятно, они познакомились при дворе Максимилиана, возможно, их происхождение из одного региона имело связующее значение.

### Архиепископ
После смерти Леонгарда стал архиепископом Зальцбурга 8 июня 1519 года. Несмотря на свои многочисленные церковные достоинства, был рукоположен в священники только по случаю вступления в должность архиепископа Зальцбурга 24 сентября 1519 г., а на следующий день — был рукоположен в епископы епископом Фрайзинга Филиппом Пфальцским, епископом Кимзе Бертольдом Пюрстингером и епископом Лаванта Леонардом Пьюэрлем. В 1519 году Ланг оказал решающее влияние на избрание Карла V римским королем.
В качестве правителя провёл в 1523 г. бескровную «латинской войну» против города Зальцбург, который настаивал на своих старых правах. В 1525/1526 г. происходила Зальцбургская крестьянская война, в ходе которой повстанцы заняли город Халлайн и замок Хоэнверфенг, осадив резиденцию в Хоэнзальцбурге. 31 августа 1525 года с восставшими крестьянами был подписан мирный договор, но Ланг тут же его нарушил. Мятежные зальцбургские фермеры, торговцы и горняки, которых с весны 1526 г. поддерживал тирольский крестьянский вождь Михаэль Гайсмайр, успешно сражались в мае и июне 1526 г. против нескольких армий Швабского союза. В конце концов они потерпели поражение 2 июля 1526 года в битве при Радштадте.
Ланг фон Велленбург, любивший пышность и великолепие, был вынужден экономить из-за разрухи войны. В последующие годы в Зальцбурге он пытался создать новую службу управления и законодательство. Споры о конституционном положении зальцбургских владений в принадлежавшей Габсбургам Штирии были решены Венской рецессией в пользу Габсбургов как правителей Штирии, хотя экономическое положение князя не пострадало.
Епископ стремился к насильственному подавлению Реформации, которая быстро распространилась по региону в том числе благодаря найму им шахтёров из Саксонии. Он умер в Зальцбурге 30 марта 1540 года.

## Личная жизнь
Между 1490 и 1495 годами от сожительства с Сибиллой Миллерин родились трое сыновей, из которых двоих (Матвея и Марка) он узаконил и включил в завещание.